# Robert A. Mayer
Robert Anthony Mayer (* 1933; † 2. Dezember 2008 in Scottsdale, Arizona) war von 1981 bis 1989 Direktor des renommierten George Eastman House. Er machte den umstrittenen Vorschlag, die Museumssammlungen bestehend aus Fotografien, Filmen und Kameras an die Smithsonian Institution in Washington zu übertragen. Der Aufsichtsrat des Museums genehmigte die Übertragung ursprünglich im Jahre 1985, nahm den Entscheid später aber zurück und leitete eine 10.500.000 $ umfassende Spendenaktion, von denen 7.800.000 $ für ein neues Gebäude für die Unterbringung der Sammlungen ausgegeben wurde. Von 1990 bis 1997 diente Mayer als Präsident und Chief Executive Officer des Cleveland Institute of Art.